# ويليام همفري هارفي
ويليام همفري هارفي (بالإنجليزية: William H. Harvey)‏ هو سياسي بريطاني وأسترالي (وحمل سابقاً جنسية المملكة المتحدة لبريطانيا العظمى وأيرلندا)، ولد في 2 مايو 1869، وتوفي في 6 نوفمبر 1935 في أستراليا. حزبياً، نشط في حزب العمال الأسترالي (فرع جنوب أستراليا) ‏ ( – 1917) وNational Party (South Australia) ‏ (1917 – يوليو 1921) وLiberal Union (South Australia) ‏ (يوليو 1921 – 16 أكتوبر 1923) وLiberal Federation ‏ (16 أكتوبر 1923 – 9 يونيو 1932) وتحالف الليبرالية والريفي (9 يونيو 1932 – ). وقد انتخب وزير الزراعة (24 يوليو 1919 – 8 أبريل 1920) وانتخب وزير التعليم (15 فبراير 1918 – 8 أبريل 1920) وانتخب عضو مجلس جنوب أستراليا التشريعي عن دائرة Central District No. 2 (South Australian Legislative Council) ‏ وقد انضم خلال فترته النيابية (20 أغسطس 1915 – 6 نوفمبر 1935) للكتلة البرلمانية حزب العمال الأسترالي (فرع جنوب أستراليا) ‏.